# 莫赫林
莫赫林（Mauchline），是蘇格蘭東艾爾郡的一個城鎮，邻近艾尔河。莫赫林与苏格兰民族诗人彭斯有密切关系。彭斯在1784～1788年与其兄弟住在附近的莫斯吉尔农场：村内国家彭斯纪念馆存有诗人的许多遗物：彭斯和其情妇J.阿穆尔居住的房子现已辟为纪念馆。